# Klérotèrion

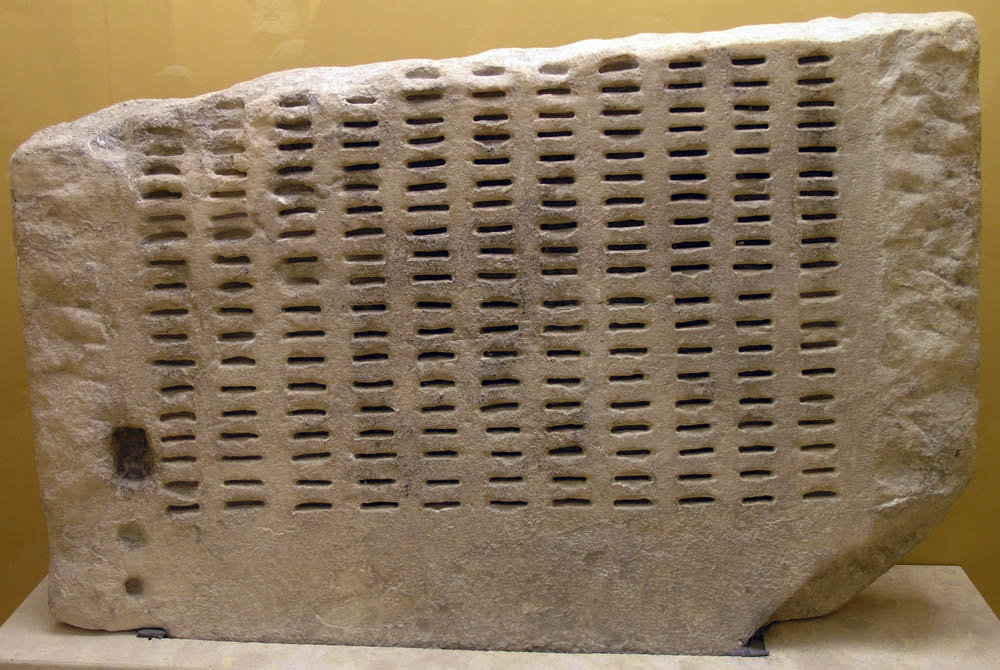
Klérotèrion, machine à tirer au sort les jurys en mettant le pinakion des citoyens dedans, Musée de l'Agora antique d'Athènes

Le klèrôtèrion (grec ancien : κληρωτήριον) est une machine à tirage au sort utilisée dans la démocratie athénienne antique pour choisir les jurés de l'Héliée et de la Boulè parmi les citoyens athéniens. On y introduisait des tablettes (pinakia) portant le nom de ceux qui constitueraient le tribunal. Cet instrument témoigne ainsi d'une implication effective des citoyens dans les affaires de la Cité. Un exemplaire est visible au musée de l'Agora à Athènes. En 2017, des chercheurs du CNRS reconstituent un Klèrôtèrion afin de comprendre et d'expliquer son fonctionnement.